# 克莱芙王妃
《克莱芙王妃》（法語：La Princesse de Clèves）是一本法国小说，1678年3月匿名出版。它被许多人视为现代典型心理学小说的始祖，是一部伟大的经典作品。它的作者通常被认为是拉斐特夫人。
小说背景发生在1558年10月至1559年11月之间，法国亨利二世的宫廷以及其他一些地方。小说以非凡的精确度再现了那个时代，几乎每个角色都是历史人物。